# Rina Sara Virgillito
Rina Sara Virgillito (Milano, 29 settembre 1916 – Bergamo, 12 agosto 1996) è stata una poetessa, saggista e traduttrice italiana.

## Biografia
Rina Sara Virgillito nasce a Milano il 29 settembre 1916. Qui compie gli studi laureandosi in lettere classiche ed incontra Eugenio Montale al quale dedica un saggio nel 1946 (che verrà pubblicato solo nel 1990). Docente a Bergamo, conosce Carlo Bo che scriverà l'introduzione alla sua prima raccolta di versi I giorni del sole nel 1954. Contemporaneamente all'attività poetica svolge quella di traduttrice: dal tedesco (Rilke), dall'inglese (Shekespeare e Dickinson), dal francese (Villon) e dal greco (epigrammi). La sua produzione poetica si snoda con ritmi distillati attraverso cinque decenni: dopo l'esordio nel '54 pubblica La conchiglia nel 1962, I fiori del cardo nel 1976, Nel grembo dell'attimo nel 1984, Incarnazioni del fuoco nel 1991 e L'albero di luce nel 1994. Vissuta in operosa solitudine e definita da Carlo Bo "poetessa difficile, quasi cerebrale", è considerata tra le autrici più significative del secondo novecento.

## Opere

### Poesia
- I giorni del sole, Urbino, Istituto statale d'arte, 1954
- La conchiglia, Caltanissetta-Roma, Sciascia, 1962
- I fiori del cardo: poesie 1963-1976, Milano, All'insegna del pesce d'oro, 1976
- Nel grembo dell'attimo, Firenze, Nuovedizioni E. Vallecchi, 1984
- Incarnazioni del fuoco: in sette movimenti, Bergamo, Moretti & Vitali, 1991
- L'albero di luce, Bergamo, El Bagatt, 1994
- Il lattice, la luce: poesie scelte, Caltanissetta, Sciascia, 2003
- Ultime poesie, Bergamo, Lubrina, 2016

### Traduzioni
- La vita della Vergine e altre poesie di Rainer Maria Rilke, Milano, Editoriale italiana, 1945
- Epigrammi greci, Milano, Mantovani, 1957
- Il testamento e la ballata degli impiccati di François Villon, Milano, Rusconi, 1976
- Sonetti d'amore di William Shakespeare, Roma, Newton Compton, 1984
- Sonetti dal portoghese di Elizabeth Barrett Browning, Firenze, Libreria delle donne, 1986
- Sonetti a Orfeo di Rainer Maria Rilke, Milano, Garzanti, 1987
- I sonetti di William Shakespeare, Roma, Newton Compton, 1988
- Poesie di Emily Dickinson, Milano, Garzanti, 2002

### Saggistica
- La luce di Montale: per una rilettura della poesia montaliana, Cinisello Balsamo, Edizioni paoline, 1990